# Henry Vestine
Henry „The Sunflower“ Vestine (* 25. Dezember 1944 in Takoma Park, Maryland, USA; † 20. Oktober 1997 in Paris, Frankreich) war ein US-amerikanischer Gitarrist. Er war unter anderem Mitglied der Bluesrock-Band Canned Heat.

## Leben
Nach seiner Geburt zog seine Familie nach Los Angeles, wo er seine Vorliebe für die Bluesmusik entdeckte. 1964 spürte er mit John Fahey und ED Denson den alten Bluesmusiker Skip James auf, dem sie zu einem Auftritt beim Newport Folk Festival verhalfen. Anfang 1965 trat Vestine der in San Fernando Valley gegründeten Band The Beans bei.
Am 11. November 1965 wurde Vestine als Gitarrist Mitglied der Mothers of Invention, womit er zwar nicht zu den Begründern, aber zu einem sehr frühen Mitglied der vielfach umbesetzten Gruppe zählt. Anfang 1966 verließ er die Band, da ihm der Musikstil und Frank Zappas Art und Weise, die Band zu führen, nicht gefielen. Im selben Jahr schloss er sich der frisch gegründeten Gruppe Canned Heat an. Diese hatte am 17. Juni 1967 beim Monterey Pop Festival einen viel beachteten Auftritt. Vestine gehörte der ersten „klassischen“ Besetzung von Canned Heat an, die in dieser Zeit ihre besten und wichtigsten Alben aufnahmen. Nach einem Streit mit Larry Taylor bei einem Auftritt im Fillmore West im Jahre 1969 verließ Vestine die Band und wurde durch Harvey Mandel ersetzt – kurz vor dem Auftritt der Gruppe beim berühmten Woodstock-Festival. Anschließend arbeitete er mit Albert Ayler bis zu dessen Tode zusammen. 1970 kehrte Vestine zu Canned Heat zurück, nachdem Larry Taylor und Harvey Mandel die Band verlassen hatten, und nahm mit ihnen und John Lee Hooker das viel beachtete Album Hooker ’n Heat auf; es war das erste Album von Hooker, das es in die Charts schaffte. Nach Alan Wilsons Tod blieb er bei Canned Heat und nahm mit dem für Wilson neu dazu gekommenen Joel Scott Hill das Album Historical Figures and Ancient Heads auf; danach ließ der Erfolg der Band rapide nach. Neben seiner Tätigkeit bei Canned Heat war Vestine kurzzeitig Mitglied bei der irischen New-Wave-Band The Vipers, die er 1991 bei ihrer Reunion-Tour begleitete. Außerdem veröffentlichte er zwei Soloalben.
Vestines  Drogenkonsum  brachte ihm oft Probleme mit den anderen Musikern von Canned Heat ein, da er manchmal auf der Bühne zusammenbrach oder Gigs verpasste. Er alterte äußerlich schnell und sah in den 90er Jahren aus wie ein 80 Jahre alter Mann. In seiner Biografie beschreibt Fito de la Parra, dass er Vestine nicht mehr wiedererkannt habe, als er zum Flugzeug kam, das sie 1997 zu einer Tour in Europa bringen sollte. Diese Tour sollte auch Vestines letzte sein.
Henry Vestine starb 1997 im Alter von 52 Jahren in Paris an Krebs, kurz nachdem Canned Heat eine Europatournee beendet hatten. Die Musikzeitschrift Rolling Stone wählte ihn auf Platz 77 der besten Gitarristen aller Zeiten.

## Diskografie

### Mit Canned Heat
Siehe dazu: Diskografie von Canned Heat

### Mit Albert Ayler
- 1969: Music is the Healing Force of the Universe
- 1969: The Last Album

### Mit anderen Musikern
- 1969: Sunnyland Slim: Slim’s Got His Thing Goin’ On
- 1971: John Lee Hooker: Hooker 'n Heat
- 1974: Memphis Slim: Memphis Heat
- 1974: Clarence Gatemouth Brown: Gate’s On The Heat
- 1989: John Lee Hooker: The Healer
- 1993: The Vipers: Venom
- 2004: Frank Zappa: Joe’s Corsage

### Soloalben
- 1981: I Used To Be Mad! (But Now I'm Half Crazy)
- 1991: Guitar Gangster